# 查干花镇
查干花镇，是中华人民共和国吉林省松原市前郭尔罗斯蒙古族自治县下辖的一个乡镇级行政单位。

## 行政区划
查干花镇下辖以下地区：
赛罕塔拉社区、查干花村、晏家窝堡村、昂格赉村、腰五井子村、白音花村、乌兰花村、长发村、五家户村和腰英吐村。